# Amit Singh Bakshi
Amit Singh Bakshi (17 settembre 1925 – Delhi, 22 giugno 2024) è stato un hockeista su prato indiano.

## Carriera
Partecipò ai Giochi olimpici di Melbourne 1956, vincendo la medaglia d'oro.